# Illusion de fréquence
L'illusion de fréquence, également connue sous le nom de phénomène Baader-Meinhof, est un biais cognitif ou une combinaison de deux biais cognitifs, dans laquelle, après avoir remarqué une chose pour la première fois, on a tendance à la remarquer plus souvent, ce qui conduit à croire qu'elle apparaît fréquemment, ou plus fréquemment qu'auparavant.

## Histoire
C'est une forme de biais de sélection. Cela se produit lorsque le fait d'avoir conscience de quelque chose crée l'illusion qu'elle apparaît plus souvent, dit autrement quand « un concept ou une chose que vous venez de découvrir semble soudainement surgir de partout ».
Ce concept a été nommé d'après une incidence d'illusion de fréquence dans laquelle le groupe révolutionnaire allemand Baader-Meinhof a été mentionné. Cette incidence est relevée à l'origine par Terry Mullen, qui, en 1994, a écrit une lettre à un journal dans laquelle il mentionnait qu'il avait entendu parler pour la première fois du groupe Baader-Meinhof, et que peu de temps après, il était tombé sur le terme dans une autre source. Après la publication de l'histoire, les lecteurs ont continué à soumettre leurs propres expériences d'événements similaires, et le phénomène a été nommé le phénomène Baader-Meinhof.
Le terme « illusion de fréquence » (frequency illusion) a été formulé en 2006 par Arnold Zwicky (en), professeur de linguistique à l'Université de Stanford et à l'Université d'État de l'Ohio. Arnold Zwicky considérait cette illusion comme un processus impliquant deux biais cognitifs : un biais d'attention sélectif (remarquer les choses qui sont saillantes pour nous et ne pas tenir compte du reste), suivi d'un biais de confirmation (rechercher des choses qui soutiennent nos hypothèses tout en ignorant les contre-preuves potentielles). Le phénomène serait particulièrement prégnant chez les linguistes et autres personnes étudiant la langue.
Le phénomène Baader-Meinhof est considéré comme généralement inoffensif, mais peut aggraver les symptômes chez les patients atteints de schizophrénie. L'illusion de fréquence peut également avoir des implications juridiques, car les témoignages et la mémoire des témoins peuvent être influencés par cette illusion.